# Герб Андроповского муниципального округа
Герб Андроповского муниципального округа Ставропольского края Российской Федерации — опознавательно-правовой знак, составленный и употребляемый в соответствии с правилами геральдики, наряду с флагом служащий официальным символом муниципального образования.
Первоначально был утверждён 25 декабря 2015 года как герб Андроповского муниципального района. Внесён в Государственный геральдический регистр Российской Федерации с присвоением регистрационного номера 10761.
26 марта 2021 года переутверждён как герб Андроповского муниципального округа.

## Описание
Описание герба Андроповского муниципального района, утверждённое решением от 25.12.2015 № 30/260-3:

В рассечённом на лазурь и червлень поле золотой венок, образованный двумя золотыми колосьями, двумя дубовыми ветвями того же металла, в центре которого золотая четырёхлучевая звезда.
Описание в новой редакции, утверждённой решением от 29.04.2016 № 33/280-3:

В рассечённом лазоревом и червлёном поле золотой венок, образованный внизу и по сторонам — двумя пшеничными колосьями, вверху — дубовыми листьями, поверх которого — золотая звезда о восьми лучах (вертикальные и горизонтальные лучи — длинные, диагональные — короткие).
Описание герба Андроповского муниципального округа, утверждённое решением от 26.03.2021 № 9/96-1:

В рассечённом лазоревом и червлёном поле золотой венок, образованный внизу и по сторонам — двумя пшеничными колосьями, вверху — дубовыми листьями, поверх которого — золотая звезда о восьми лучах (вертикальные и горизонтальные лучи — длинные, диагональные — короткие).

## Обоснование символики
Главная фигура герба — «роза ветров» — символизирует расположение округа в системе географических координат, его открытость четырём сторонам света и соединение с общемировым пространством благодаря местным природно-географическим особенностям. К последним относятся Кубано-Суркульская низменность, пересекающая территорию округа в направлении с востока на запад и отделяющая Ставропольскую возвышенность от предгорий Северного Кавказа, и так называемый Армавирский ветровой коридор, соприкасающийся с воздушными массами, перемещающимися между Кавказскими горами и Восточно-Европейской равниной. Ещё одна особенность связана с тем, что в древности по данной территории проходило русло реки пра-Кубани, разветвлявшееся здесь на два рукава, один из которых направлялся к Каспийскому морю, а другой — к Чёрному.
Венок из колосьев и дубовых ветвей, обрамляющий «розу ветров», напоминает об исторических и экономических особенностях округа. В 1875 году вдоль Кубано-Суркульской низменности проложили первую на Северном Кавказе железную дорогу, которая впоследствии дала мощный толчок развитию экономики Андроповского района. На месте центра современного округа — села Курсавки — возник крупнейший элеватор, где аккумулировалось зерно, отправляемое из «хлебной» Ставропольской губернии в центральную Россию и порты Чёрного моря.
Золото символизирует просвещение, мужское начало, неподверженность порче, мудрость, стойкость, честь, богатство, свет, озарение, гармонию, истину.
Червлень символизирует Веру, великомученничество, зенит цвета, воинственность, достоинство, мужество, силу, неустрашимость, упорство, великодушие, праздник, отвагу.
Лазурь символизирует истину, интеллект, откровение, мудрость, лояльность, верность, постоянство, непорочность, чистые побуждения, безупречную репутацию, широту души, благоразумие, благочестие, мир и созерцание, а в православии — цвет Богородичных праздников.

## История

### Герб 2004 года
В 2002 году был разработан проект герба Андроповского района, который представлял собой представлял собой щит французской формы, рассечённый на лазурь и червлень. В центре щита была изображена золотая звезда, окружённая венком из золотых колосьев и зелёных дубовых листьев, с четырьмя лучами, направленными относительно сторон света и символизировавшими «важное геополитическое расположение района на юге России». Под звездой, поверх бело-сине-красной ленты (цвета Флага России), которой был перевит венок, располагалась золотая табличка с цифрами 1924 (год образования района). В правой части щита, на лазоревом фоне, был помещён зелёный локомотив («символ исторического прошлого района»), в левой части, на червлёном фоне, — серебряный элеватор («символ стремления к изобилию и благополучию»). Щит окружала белая кайма.
Геральдическая комиссия при губернаторе Ставропольского края выявила в этом проекте целый ряд нарушений правил геральдики. В её заключении в частности отмечались недопустимость использования в гербе надписей, цифр, российской символики и таких символов, как локомотив и элеватор; необоснованность окаймления щита белой полосой; неправильное исполнение и размещение в поле щита венка из колосьев и дубовых листьев, а также излишняя перегруженность герба. По итогам рассмотрения проект был отклонён.
Несмотря на вышеперечисленные замечания, 16 декабря 2004 года депутаты райсовета утвердили герб и составленный на его основе флаг в качестве официальных символов Андроповского района.
Решением совета Андроповского района от 26.09.2014 № 15/160-3, принятым взамен утратившего силу решения № 3/20-1, были утверждены положения о гербе и флаге муниципального образования. В соответствии с поправками, внесёнными в геральдическое описание герба, пропорции последнего (соотношение ширины щита к его высоте) были изменены с 7:9 на 6:9.
В 2015 году руководство района направило принятые депутатами официальные символы — герб и флаг — на экспертизу и последующую регистрацию в Геральдический совет при Президенте Российской Федерации. По заключению Государственной герольдии районная символика была отклонена из-за несоответствия правилам геральдики и нарушения законодательства о Государственном флаге РФ.

### Герб 2015 года
При содействии краевой геральдической в 2015 году началась работа по корректировке символики Андроповского муниципального района, в которой принял участие художник-геральдист, член Союза дизайнеров Сергей Евгеньевич Майоров. 8 декабря 2015 года на заседании краевой геральдической комиссии Майоров представил несколько вариантов проектов герба, разработанных в соответствии с пожеланиями руководства района. В итоге члены комиссии приняли решение отказаться от концепции герба, утверждённого 16 декабря 2004 года, и рекомендовали взять за основу нового герба проект следующего содержания: «В золотом поле щита с пониженным волнообразным лазоревым поясом червлёный тюльпан в столб, цветонос и два противообращённых листка которого зелёные». Впоследствии руководство Андроповского района вместе с С. Е. Майоровым вернулось к прежней концепции и на основе рекомендаций геральдической комиссии провело геральдическую переработку проекта герба 2002 года.
25 декабря 2015 года депутаты Совета Андроповского муниципального района утвердили новые официальные символы муниципального образования. Из последнего варианта герба и флага были исключены несоответствующие правилам геральдики фигуры, присутствовавшие в первом варианте, а тёмно-зелёный цвет дубовых листьев заменён на золотой.
20 февраля 2016 года, получив положительную оценку в Геральдическом совете при Президенте РФ, герб и флаг Андроповского муниципального района были внесены в Государственный геральдический регистр под номерами 10761 и 10762.
29 апреля 2016 года совет Андроповского района принял новую редакцию положения об официальных символах муниципального образования с изменениями в части, касающейся их описания.
В соответствии с решением райсовета от 16.12.2004 года № 3/20-1 ежегодной датой празднования Дня герба и флага Андроповского муниципального района установлено 16 декабря.
16 марта 2020 года все муниципальные образования Андроповского района были объединены в Андроповский муниципальный округ.
Решением совета Андроповского муниципального округа от 24.03.2021 № 9/96-1 округ определён правопреемником герба и флага — официальных символов Андроповского муниципального района.